# Sackheimse poort
Sackheimse poort (Duits: Sackheimer Tohr, Russisch: Закхаймские ворота, Zakchajmskije vorota) is een van de zeven bewaard gebleven stadspoorten van de Russische stad Kaliningrad (het voormalige Oost-Pruisische Koningsbergen). De poort bevindt zich op het kruispunt van de Moskovkij prospekt en de Litovki val in het oude stadsdeel Sackheim. De poort is in de neogotische stijl gebouwd.
De eerste stadspoort op deze plek werd gebouwd in de jaren 20-30 van de 17e eeuw als een deel van de eerste omwalling van de stad. Het huidige gebouw is echter jonger, het werd gebouwd tussen 1855 en 1860 toen de omwalling grondig gemoderniseerd werd. Aan het begin van de 20e eeuw werd de omwalling gesloopt omdat het ondertussen verouderd werd en de stadsontwikkeling belemmerde. De Sackheimse poort werd echter behouden.